# Saint-Germain-Chassenay
 Saint-Germain-Chassenay  es una población y comuna francesa, situada en la región de Borgoña, departamento de Nièvre, en el distrito de Nevers y cantón de Decize.

## Demografía
| 424 | 382 | 368 | 372 | 373 | 357 |
| Para los censos de 1962 a 1999 la población legal corresponde a la población sin duplicidades (Fuente: INSEE [Consultar]) |     |     |     |     |     |